# زمین‌لرزه ۲۰۰۱ نیسکوالی
زمین‌لرزه نیسکوالی  در تاریخ ۲۸ فوریه ۲۰۰۱ میلادی، برابر با ‎۱۰ اسفند ۱۳۷۹، ساعت ۱۸:۵۴:۳۲ به زمان یوتی‌سی در آمریکا، منطقه نیسکوالی رخ داد. ژرفای این زلزله ۵۴ کیلومتر بود، و بزرگی آن ۶٫۸ در مقیاس Mw اعلام شده‌است. زمین‌لرزه به وقت محلی در روز چهارشنبه، ساعت ۱۰ روی داده و منطقه زمانی آن یوتی‌سی -۸ بوده‌است (با لحاظ تغییر ساعت تابستانی).
سازمان زمین‌شناسی آمریکا نیز رومرکز این زمین‌لرزه را در مختصات ۴۷°۰۸′۵۶″شمالی ۱۲۲°۴۳′۳۷″غربی / ۴۷٫۱۴۹°شمالی ۱۲۲٫۷۲۷°غربی و ژرفای آن را در ۵۱ کیلومتر گزارش کرده‌است. بزرگی برگزیدهٔ این سازمان از میان بزرگی‌های محاسبه‌شدهٔ مختلف ۶٫۸ در مقیاس Mw بوده و از دید اثر، در میان چهار دسته‌بندی «نامحسوس»، «محسوس»، «زیان‌آور» یا «با تلفات»، زلزله را «با تلفات» اعلام کرده‌است.رانش زمین در آن به وجود آمده‌است.روانگرایی در این زمین‌لرزه ایجاد شده‌است.
پروژهٔ «تنسور گشتاور مرکزوار» زاویه‌های (راستا، شیب، ریک) گسل سازندهٔ زمین‌لرزه و صفحه عمود بر آن را (°۱۷۶، °۱۷، °۹۶-) یا (°۲، °۷۳، °۸۸-) و نوع گسل را «عادی» فرارسانده‌است.
زمین‌لرزه هیچ کشته‌ای نداشته و شمار زخمیان ۴۰۰ نفر برآورده شده‌است.